# Cybocephalus pseudofulgens
Cybocephalus pseudofulgens is een keversoort uit de familie Cybocephalidae. De wetenschappelijke naam van de soort is voor het eerst geldig gepubliceerd in 1962 door Endrödy-Younga.